# Håkon Bryhn
Håkon Bryhn (Oslo, 18 de maio de 1887 — 15 de dezembro de 1968) foi um velejador norueguês, campeão olímpico. Ele competiu nos Jogos Olímpicos de Verão de 1928 na classe 6 Metre e conquistou a medalha de ouro a bordo do Norna com Johan Anker, Erik Anker e o Príncipe Olavo V.